# Rhyssemorphus nitidus
Rhyssemorphus nitidus är en skalbaggsart som beskrevs av Riccardo Pittino 1990. Rhyssemorphus nitidus ingår i släktet Rhyssemorphus och familjen Aphodiidae. Inga underarter finns listade i Catalogue of Life.